# Mount Gambier
Mount Gambier é a segunda cidade mais populosa do estado australiano da Austrália Meridional, com uma população de 25 199 habitantes na área urbana ou 27 756 se pequenas comunidades periurbanas forem consideradas (censo de 2011). A cidade tem seu nome e se situa nas encostas do Monte Gambier, um vulcão, situando-se no extremo sudeste do estado, a 450 km da capital, Adelaide e a apenas 17 km da divisa com o estado de Vitória, sendo a localidade mais importante na Limestone Coast.
O pico do vulcão extinto foi o primeiro lugar na Austrália Meridional nomeado pelos navegadores europeus. Foi avistado em 1800 pelo tenente James Grant, no navio HMS Lady Nelson, que homenageou a James Gambier, almirante da Marinha Real Britânica, também marcado pela Centenary Tower, monumento construído em 1901 para comemorar o primeiro avistamento e a 192 m de altitude sobre o nível do mar para marcar o ponto mais alto da localidade.

## História
Antes da chegada dos europeus, o povo Buandig (ou Boandik) era o povo aborígene original da área. Eles a chamavam de 'ereng balam' ou 'egree belum', significando 'casa da águia gavião'.
Os irmãos Henty, que tinham grandes propriedades em Portland, na parte ocidental de Vitória, reclamaram a terra, mas tiveram de recuar quando esta foi concedida a Evelyn Sturt, irmão do explorador Charles Sturt.  Indústrias começaram a surgir logo em seguida, com a agência de correios sendo aberta em 22 de setembro de 1846,
Em 9 de dezembro de 1954, Mount Gambier foi declarada oficialmente como cidade, tornando-se um centro turístico importante no sudeste da Austrália Meridional.

## Geografia

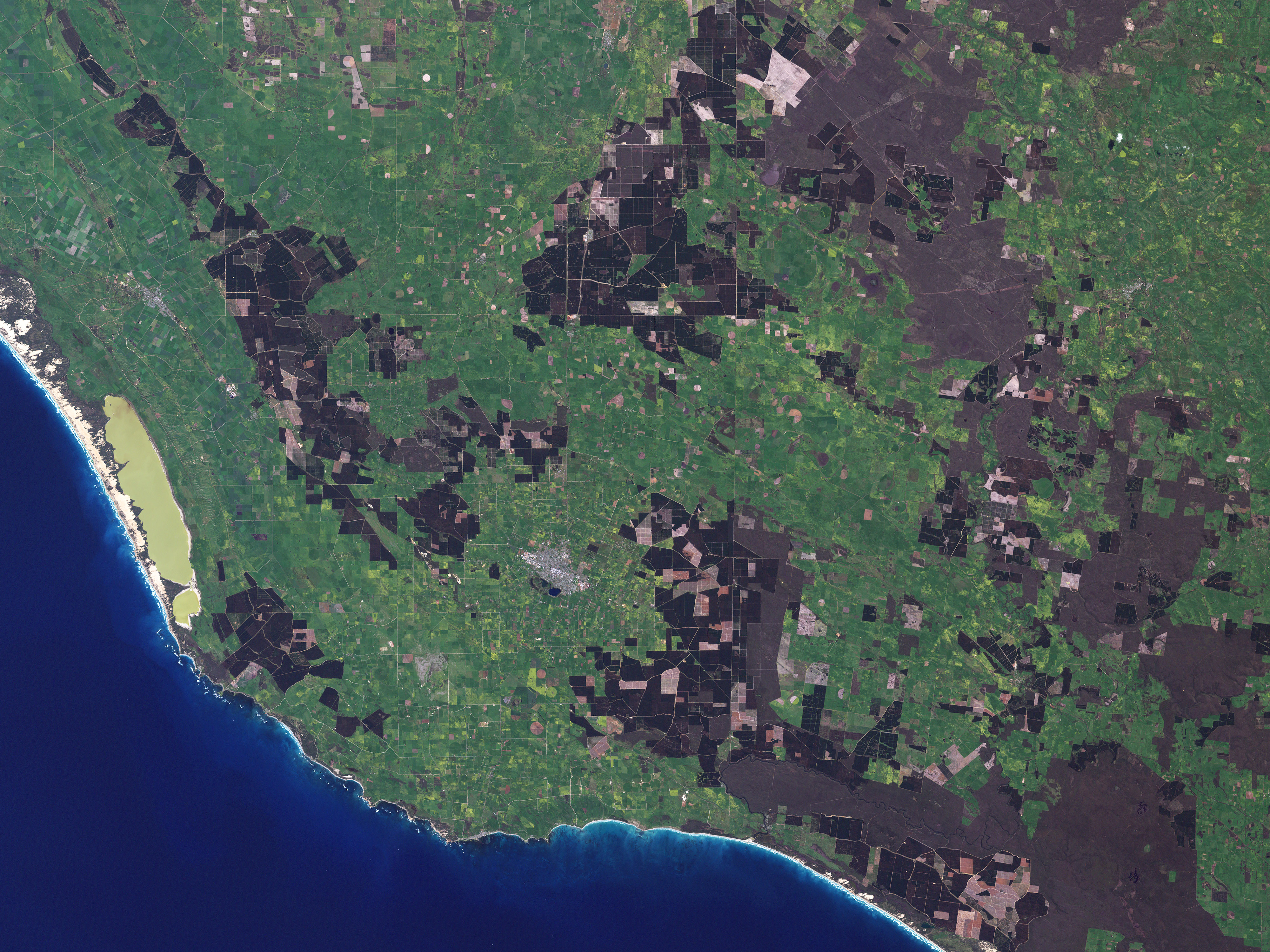
A região de Mount Gambier vista do espaço.

A área urbana estende-se além da cidade de Monte Gambier, com os subúrbios de Suttontown, Mil Lel e Worrolong ao norte; Glenburnie a leste; Compton a oeste; Moorak e OB Flat ao sul.

### Clima
Mount Gambier possui um clima mediterrâneo característico (Csb na classificação climática de Köppen), com verões quentes e secos e invernos frios e chuvosos. Julho é o mês mais chuvoso, com média de 99,6 mm em 22 dias, enquanto fevereiro tem média de 25 mm em oito dias de precipitação. A temperatura mais elevada já registrada na cidade foi de 44,9 °C em 2 de fevereiro de 2014 e a temperatura mais baixa já registrada foi de −3,9 °C em 20 de junho de 1950 e 2 de julho de 1960. Mount Gambier tem uma média anual de apenas 40,5 dias ensolarados.
| Dados climatológicos para Mount Gambier, Austrália Meridional | Dados climatológicos para Mount Gambier, Austrália Meridional | Dados climatológicos para Mount Gambier, Austrália Meridional | Dados climatológicos para Mount Gambier, Austrália Meridional | Dados climatológicos para Mount Gambier, Austrália Meridional | Dados climatológicos para Mount Gambier, Austrália Meridional | Dados climatológicos para Mount Gambier, Austrália Meridional | Dados climatológicos para Mount Gambier, Austrália Meridional | Dados climatológicos para Mount Gambier, Austrália Meridional | Dados climatológicos para Mount Gambier, Austrália Meridional | Dados climatológicos para Mount Gambier, Austrália Meridional | Dados climatológicos para Mount Gambier, Austrália Meridional | Dados climatológicos para Mount Gambier, Austrália Meridional | Dados climatológicos para Mount Gambier, Austrália Meridional |
| Mês                                                           | Jan                                                           | Fev                                                           | Mar                                                           | Abr                                                           | Mai                                                           | Jun                                                           | Jul                                                           | Ago                                                           | Set                                                           | Out                                                           | Nov                                                           | Dez                                                           | Ano                                                           |
| ------------------------------------------------------------- | ------------------------------------------------------------- | ------------------------------------------------------------- | ------------------------------------------------------------- | ------------------------------------------------------------- | ------------------------------------------------------------- | ------------------------------------------------------------- | ------------------------------------------------------------- | ------------------------------------------------------------- | ------------------------------------------------------------- | ------------------------------------------------------------- | ------------------------------------------------------------- | ------------------------------------------------------------- | ------------------------------------------------------------- |
| Temperatura máxima recorde (°C)                               | 44,1                                                          | 44,9                                                          | 41,3                                                          | 35,8                                                          | 28,5                                                          | 21,6                                                          | 22,4                                                          | 26,6                                                          | 32,2                                                          | 33,3                                                          | 41,2                                                          | 43,3                                                          | 44,9                                                          |
| Temperatura máxima média (°C)                                 | 25,3                                                          | 25,3                                                          | 23,1                                                          | 19,5                                                          | 16,1                                                          | 13,9                                                          | 13,2                                                          | 14,1                                                          | 15,9                                                          | 17,9                                                          | 20,5                                                          | 22,9                                                          | 19,0                                                          |
| Temperatura mínima média (°C)                                 | 11,2                                                          | 11,7                                                          | 10,5                                                          | 8,7                                                           | 7,3                                                           | 5,8                                                           | 5,2                                                           | 5,5                                                           | 6,3                                                           | 7,1                                                           | 8,4                                                           | 10,0                                                          | 8,1                                                           |
| Temperatura mínima recorde (°C)                               | 1,4                                                           | 2,8                                                           | 0,0                                                           | −1,8                                                          | −2,8                                                          | −3,9                                                          | −3,9                                                          | −2,6                                                          | −3,4                                                          | −1,6                                                          | −0,8                                                          | 1,2                                                           | −3,9                                                          |
| Precipitação (mm)                                             | 27,2                                                          | 25,6                                                          | 35,3                                                          | 54,9                                                          | 70,8                                                          | 84,4                                                          | 99,6                                                          | 95,8                                                          | 71,9                                                          | 61,3                                                          | 46,5                                                          | 38,4                                                          | 710,2                                                         |
| Dias com precipitação                                         | 8,4                                                           | 7,7                                                           | 11,0                                                          | 14,4                                                          | 18,2                                                          | 19,7                                                          | 21,7                                                          | 21,5                                                          | 19,2                                                          | 16,9                                                          | 13,3                                                          | 11,7                                                          | 183,7                                                         |
| Insolação (h)                                                 | 282,1                                                         | 243,6                                                         | 213,9                                                         | 165,0                                                         | 136,4                                                         | 120,0                                                         | 133,3                                                         | 164,3                                                         | 171,1                                                         | 213,9                                                         | 228,0                                                         | 251,1                                                         | 2 322,6                                                       |
| Fonte: 1 de agosto de 2016                                    |                                                               |                                                               |                                                               |                                                               |                                                               |                                                               |                                                               |                                                               |                                                               |                                                               |                                                               |                                                               |                                                               |

## Demografia
A administração pública no sudeste da Austrália Meridional, com três conselhos locais, foi baseada em torno de uma única administração, com muitos residentes em Vitória utilizando os serviços de Mount Gambier centro regional. Consequentemente, durante a década de 1970 muitos idosos mudaram-se para Victor Harbor e Moonta: ambas áreas rurais, mas com mais recursos disponíveis para lidar com uma população em processo de envelhecimento. Um estudo em 1976 descobriu que menos de 10 por cento (por volta de 160 pessoas) acima de 65 anos viviam na área há menos de cinco anos, indicando ausência de instalações adequadas aos idosos.
Conforme o censo australiano de 2006, a população de Mount Gambier era de 24 905 habitantes, tornando-a a segunda localidade mais populosa do estado, depois da capital, Adelaide. Aproximadamente 51,7 % era do sexo feminino, 84,9 % eram nascidos na Austrália, mais de 91,5 % eram cidadãos australianos e 1,6 % eram indígenas.
Os setores da economia que mais empregavam eram o madeireiro (8%), educação (4,8%) e o comércio varejista (3,8%), com a taxa de desemprego em aproximadamente 7%. O salário médio semanal por domicílio estava em A$814 ou mais, comparados aos $924 de Adelaide. Conforme o censo de 2006, 60,0% dos residentes identificavam-se como cristãos. As denominações mais relevantes dentre elas eram os católicos com 21,5%, anglicanos com 11,4%, a Igreja Unida com 8,6% e os presbiterianos com 6,9%.  26,9% das pessoas declararam não ter religião. Além desses, 21,6% do total preferiram não declarar suas crenças ou não as definiram adequadamente.

### Turismo

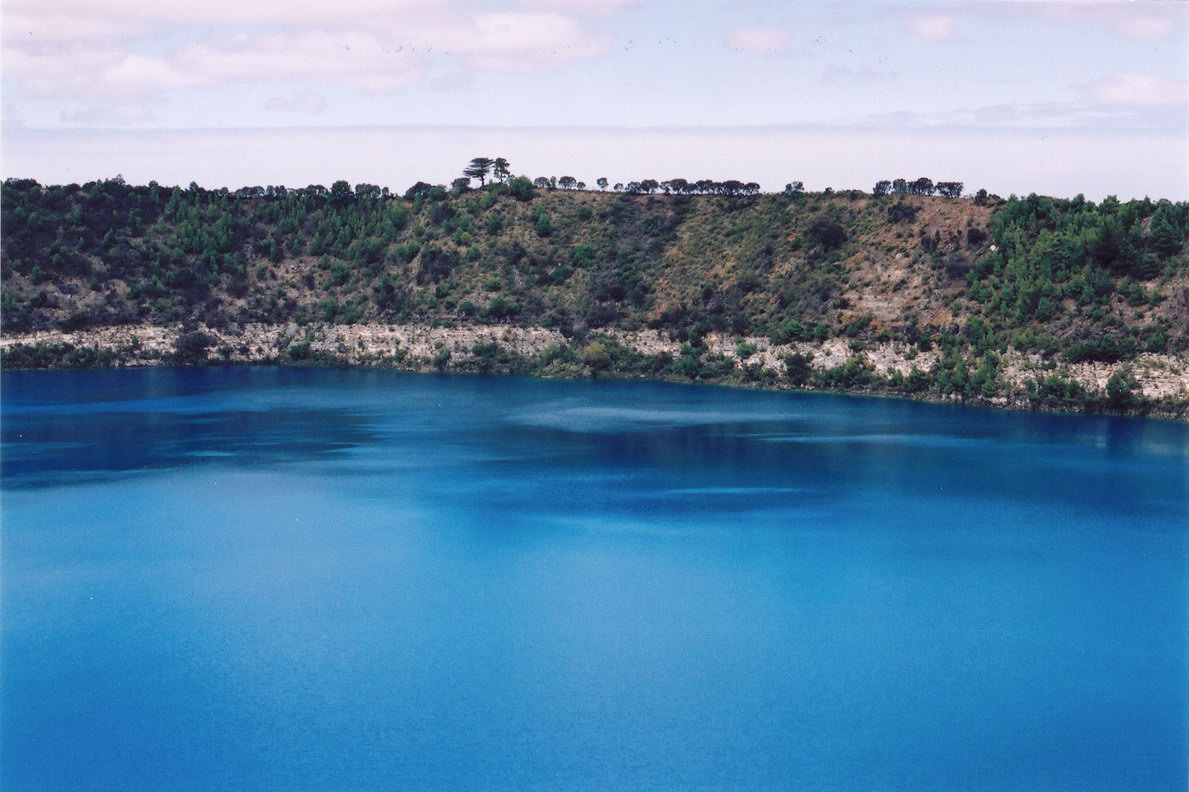
Blue Lake, a atração turística mais popular de Mount Gambier.

O turismo gera 100 milhões de dólares para a economia de Mount Gambier. A cidade é uma base hoteleira para a região. Entre as principais atrações turísticas estão o Blue Lake e o Parque de Valley Lake e cavernas como as de Umpherston Sinkhole, Cave Gardens e Engelbrecht. A caverna de Engelbrechts é um lugar utilizado para mergulho. A região em torno da cidade tem muitas cavernas submersas que atraem mergulhadores de todo o mundo.

## Educação
Há seis escolas primárias: Reidy Park, McDonald, Compton, Melaleuca, Mulga Street e Mount Gambier, mais duas escolas secundárias e dois colégios. A educação pós-secundária é oferecida pela TAFE South Australia que tem um campus Mount Gambier oferecendo vários cursos, pela University of South Australia que tem cursos de formação em contabilidade, enfermagem e serviço social. e a Southern Cross University e a Flinders University que também têm campi oferecendo cursos em engenharia florestal e medicina, respectivamente.

## Arte e Cultura
O centro cívico da cidade, situado em torno de Cave Gardens, é o polo cultural de Mount Gambier, incluindo a galeria de arte Riddoch, situada no complexo da antiga prefeitura. O complexo foi expandido em 2011 para incluir "The Corner", um edifício moderno que inclui um teatro. Próximos ao conjunto estão a biblioteca pública e a antiga agência de correio.

### Esporte
Há quatro times de futebol australiano: North Gambier, East Gambier, South Gambier e West Gambier. Há também várias ligas desportivas e clubes na região de Mount Gambier, representando vários esportes: futebol, netball, basquete, tênis, hóquei, críquete, natação, ciclismo, triatlo, tiro, golfe, etc.

## Governo
A câmara do conselho (equivalente às câmaras/assembleias municipais) no centro cívico, na 10 Watson Terrace, Mount Gambier, é a sede da administração regional. O conselho foi criado em 1932, quando as câmaras distritais de Mount Gambier West e Mount Gambier East foram fundidas, formando mais tarde uma cidade em 9 de dezembro de 1954. O grupo possui um prefeito e 10 conselheiros, representando igualmente as partes leste e oeste da cidade, eleitos uma vez a cada quatro anos por eleição postal. Em 2011 a região estava envolvida pela câmara distrital de Grant, mas em função do crescimento, discute-se a possibilidade de fusão, com as últimas mudanças realizadas em 2010.

## Transporte
Mount Gambier possui várias rodovias que se conectam a várias cidades da região, assim como a  Adelaide (capital da Austrália Meridional) e Melbourne (capital de Vitória), das quais está equidistante, a aproximadamente 450 km de ambas.
Antes da conversão da linha de Adelaide-Wolseley para a bitola padrão (1 435 mm) em 1995, a estação ferroviária de Mount Gambier estava conectada pela bitola irlandesa (1 600 mm) via Naracoorte, Bordertown e Tailem Bend. Os serviços regulares foram extintos em 1990, com serviços cargueiros limitados até a extinção da linha.
O aeroporto de Mount Gambier está localizado poucos quilômetros a norte da cidade, ligando-se a ela pela rodovia Riddoch.  A cidade tem somente os voos diários da Regional Express, em aeronaves Saab 340, ligando a localidade a Adelaide e Melbourne a number of times a day.
A empresa Premier Stateliner opera o serviço rodoviário de Mount Gambier a Adelaide. V/Line opera uma linha com serviço diário ligando Mount Gambier à estação ferroviária de Warrnambool, conectando-se com um serviço ferroviário até Melbourne.